# Culex pipiens molestus
Culex pipiens molestus ist eine eigenständige Form der Gemeinen Stechmücke, die ausschließlich in unmittelbarer Nähe des Menschen, also synanthrop lebt. Ihr taxonomischer Status, ob Art, Unterart, Form oder Biotyp, ist umstritten. In den nördlicheren Teilen ihres Verbreitungsgebiets, so in Nord- und Mitteleuropa, ist sie in auffallender Weise an unterirdische Lebensräume angepasst. Die Mücke ist ein möglicher Überträger (Vektor) des West-Nil-Virus und als solcher vor allem in den USA gefürchtet. Sie ist vom Menschen weltweit verschleppt worden und tritt heute auf allen Kontinenten auf, sie ist auch in Deutschland sehr häufig.

## Entdeckung
Der Artenkomplex um die Gemeine Stechmücke Culex pipiens gehört zu den schwierigsten innerhalb der Zweiflügler, er wird aber wegen der großen Lästigkeit einiger der Arten und ihrer Rolle als Krankheits-Vektoren intensiv erforscht. Bereits in früheren Jahrhunderten fiel Forschenden dabei auf, dass es innerhalb dessen, was nach morphologischen Kriterien bereits von Carl von Linné als Art Culex pipiens gefasst worden war, zwei Typen unterscheidbar waren, von denen einer bevorzugt an Vögeln, der andere an Säugetieren, darunter dem Menschen, saugt. Später wurden weitere Unterschiede zwischen ihnen entdeckt. Zwar ist die am Menschen saugende Form auch als eigene Art beschrieben worden, doch gelang es nicht, verlässliche distinktive Gestaltsunterschiede zu finden, alle hierfür verwendeten morphologischen Merkmale sind variabel und überlappen zwischen den Populationen. Deshalb wurden diese frühen Beschreibungen von späteren Taxonomen mit Culex pipiens synonymisiert. Englischen Forschern fiel in den 1990er Jahren auf, dass die am Menschen saugende Form gehäuft subterran vorkommt, so in der U-Bahn (London Underground); 1999 gelang es erstmals, sie auch nach genetischen Merkmalen zu differenzieren. Danach wurde diese Form an zahlreichen Orten weltweit identifiziert.

## Morphologische Merkmale
Die Form Culex pipiens molestus ist von der Nominatform Culex pipiens pipiens allein anhand morphologischer Merkmale nicht sicher unterscheidbar. Die Ausprägung von Merkmalen ist variabel.
- Länge des Stechrüssels (Proboscis) – Bei f. molestus ist die Rüssellänge kürzer bis gleich lang zu den ersten vier Segmenten des Maxillartasters, bei f. pipiens länger.[3]
- Färbung – Exemplare von f. molestus sind zumeist etwas heller gefärbt, ohne auffallende helle Flecken auf den Spitzen der Schenkel und Hinterschienen.[1]

Diese und einige weitere vorgeschlagene morphologische Merkmale überlappen aber, bei Nachzuchten genetisch uniformer Linien treten immer wieder auch einzelne Individuen mit den Merkmalen der „falschen“ Form auf.

## Genetische Merkmale und Hybride
Eine Unterscheidung der Formen anhand der mitochondrialen DNA oder anhand von Stämmen des parasitischen Bakteriums Wolbachia ist ebenfalls problematisch, beide sind auch gegenüber der wärmeliebenderen, südlichen Unterart quinquefasciatus (von vielen Taxonomen als Art aufgefasst) derart nicht differenzierbar. Dies liegt wohl daran, dass die heutigen Populationen durch Introgression bei Paarungen von Individuen der verschiedenen Arten/Unterarten beeinflusst sind. Eine Unterscheidung der Arten mittels konventionellem DNA barcoding (anhand der mtDNA) sollte danach unmöglich sein. Zumindest ein Forscher meldete allerdings 2007, einen entsprechenden Marker doch gefunden zu haben.
Elektrophoretische Untersuchung der DNA zeigten, dass die verschiedenen Lokalpopulationen der „Untergrund“-Form molestus untereinander genetisch mehr Ähnlichkeiten aufweisen als zu den jeweiligen Populationen der pipiens-Form in unmittelbar benachbarten oberirdischen Lebensräumen. Dieser Befund bedeutet, dass entgegen früheren Vermutungen die molestus-Form nicht eine lokale Anpassung von pipiens-Stämmen an den unterirdischen Lebensraum darstellt. Vielmehr ist die molestus-Form wohl nur einmal entstanden und anschließend in diese Lebensräume verschleppt worden. Vermutlich stammt f. molestus aus Südeuropa bzw. der Mittelmeerregion, wo beide Formen nebeneinander (sympatrisch) in oberirdischen Lebensräumen leben. Hier treten Hybride zwischen den Formen auf, aber z. B. auch in den Niederlanden, wo solche Hybride z. T. neben f. molestus im Untergrund leben. Aufgrund der Unterschiede in der Lebensweise sollten Hybride in Nord- und Mitteleuropa nicht oberirdisch lebensfähig sein, denn sie legen keine Diapause ein und würden im Winter erfrieren.

## Merkmale der Lebensweise
Während die beiden Formen also in Körperbau und Erscheinung überaus ähnlich sind, unterscheiden sie sich markant in einigen Merkmalen des Lebenszyklus und der Lebensweise:
- Wirt: Während f. pipiens auf Vögel spezialisiert ist und nur ausnahmsweise an Säugetieren auftritt, bevorzugt f. molestus Säugetiere, insbesondere den Menschen, als Wirt.
- Blutmahlzeit: Weibchen von f. pipiens sind zur Eiablage zwingend darauf angewiesen, vorher bei einem Wirbeltier Blut gesaugt zu haben, dessen Nährstoffe sie für die Eireifung benötigen. Weibchen von f. molestus hingegen können das erste Eigelege auch ohne Blutmahlzeit produzieren. Dies wird als „Autogenie“ bezeichnet.
- Paarungsverhalten: Die Männchen von Culex pipiens pipiens bilden die für Stechmücken typischen Schwärme, in die die Weibchen auf der Suche nach einem Paarungspartner einfliegen. Die Paarung von C. pipiens molestus kann dagegen auch in engen, beschränkten Räumen stattfinden, was „Stenogamie“ genannt wird. Dieses Verhalten macht die dauerhafte Kolonisierung unterirdischer Lebensräume möglich.
- Überwinterungsmodus: Beide Formen überwintern als erwachsene Tiere. Während die erwachsenen Weibchen von f. pipiens jedoch im Winter eine Diapause einhalten und sich nicht fortpflanzen, ist f. molestus ganzjährig aktiv und vermehrt sich an passenden Orten ohne Pause weiter. Dies ist für Menschen besonderes lästig, die so auch im Winter gestochen werden.

Die Lebensweise von f. pipiens und f. molestus ist mit Ausnahme der auffallenden Bevorzugung unterirdischer Lebensräume ansonsten vergleichbar. Beide Formen entwickeln sich als Larven in Gewässern aller Art, auch in kleinsten Wasseransammlungen und organisch stark verschmutztem Wasser. Da sie Luftsauerstoff atmen, sind sie auf Sauerstoff im Wasser nicht angewiesen. Auch die Form molestus ist dabei auf Gewässer angewiesen. Das müssen nicht unbedingt U-Bahn-Tunnel sein: Die weite Verbreitung von Zisternen zur Brauchwassergewinnung an Wohnhäusern ermöglicht der Form inzwischen eine weite Verbreitung bis in Wohnquartiere. Vor konventionellen Bekämpfungsaktionen gegen Stechmücken sind sie in diesem Lebensraum weitgehend geschützt.

## Bedeutung als Vektor
Wie zahlreiche blutsaugende Insekten kann diese Stechmücke als Vektor von Krankheiten auftreten. Besonders gefürchtet ist sie als Überträger des West-Nil-Virus. Diese Krankheit kann von Vögeln auf den Menschen übertragen werden, während eine Übertragung von Mensch zu Mensch als unwahrscheinlich gilt. Doch kann die Stechmücke hier als „Brückenvektor“ dienen, der die Übertragung zustande bringt. In den USA tritt die – hier mit hoher Wahrscheinlichkeit erst vor kurzer Zeit vom Menschen eingeschleppte – Form sowohl an Vögeln wie auch an Säugetieren auf.